# Tropicale Amissa Bongo 2018
La 13.ª edición de la competición ciclista la Tropicale Amissa Bongo fue una carrera de ciclismo en ruta por etapas que se celebró entre el 15 y el 21 de enero de 2018 en Gabón sobre un recorrido de 1011 kilómetros.
La carrera formó parte del UCI Africa Tour 2018 dentro de la categoría UCI 2.1
La carrera fue ganada por el corredor ruandés Joseph Areruya de la selección nacional de Ruanda, en segundo lugar Nikodemus Holler (Bike Aid) y en tercer lugar Damien Gaudin (Direct Énergie).

## Equipos participantes
Tomaron parte en la carrera 15 equipos: 3 de categoría Profesional Continental; 3 de categoría Continental y 9 selecciones nacionales. Formando así un pelotón de 90 ciclistas de los que acabaron 66. Los equipos participantes fueron:
| Equipos continentales profesionales (3)- Direct Énergie - Delko-Marseille Provence-KTM - Wilier Triestina-Selle Italia Equipos continentales (3)- Bike Aid - Sporting-Tavira - Sovac-Natura4Ever Equipos nacionales (9)- Burkina Faso - Camerún - Costa de Marfil - Eritrea - Etiopía - Gabón - Marruecos - Ruanda - Túnez |
| |

## Recorrido
La Tropicale Amissa Bongo dispuso de siete etapas para un recorrido total de 1011 kilómetros.
| Etapa     | Fecha     | Recorrido            | type                   | Distancia (km) | Ganador           | Líder            |
| --------- | --------- | -------------------- | ---------------------- | -------------- | ----------------- | ---------------- |
| 1.ª etapa | 15 de ene | Kango – Lambaréné    | etapa llana            | 146,6          | Lucas Carstensen  | Lucas Carstensen |
| 2.ª etapa | 16 de ene | Ndendé – Fougamou    | etapa llana            | 173            | Brenton Jones     | Lucas Carstensen |
| 3.ª etapa | 17 de ene | Fougamou – Lambaréné | etapa llana            | 114            | Rinaldo Nocentini | Brenton Jones    |
| 4.ª etapa | 18 de ene | Ndjolé – Mitzic      | etapa de media montaña | 182,5          | Joseph Areruya    | Joseph Areruya   |
| 5.ª etapa | 19 de ene | Oyem – Ambam         | etapa escarpada        | 141,4          | Brenton Jones     | Joseph Areruya   |
| 6.ª etapa | 20 de ene | Bitam – Oyem         | etapa escarpada        | 107            | Rinaldo Nocentini | Joseph Areruya   |
| 7.ª etapa | 21 de ene | Bikelé – Libreville  | etapa llana            | 133,5          | Luca Pacioni      | Joseph Areruya   |

## Desarrollo de la carrera

### 1.ª etapa
| Kango - Lambaréné | etapa llana | (146,6 km) |

| \| Clasificación de la etapa \| Clasificación de la etapa \| Clasificación de la etapa \| Clasificación de la etapa \| Clasificación de la etapa \| \| Ciclista \| Ciclista \| Equipo \| Tiempo \| \| \| ------------------------- \| ------------------------- \| ----------------------------- \| ------------------------- \| ------------------------- \| \| 1.º \| Lucas Carstensen \| Bike Aid \| 3 h 41 min 52 s \| \| \| 2.º \| Adrien Petit \| Direct Énergie \| + 0 s \| \| \| 3.º \| Youcef Reguigui \| Sovac-Natura4Ever \| + 0 s \| \| \| 4.º \| Luca Pacioni \| Wilier Triestina-Selle Italia \| + 0 s \| \| \| 5.º \| Henok Mulubrhan \| Eritrea \| + 0 s \| \| \| 6.º \| Tesfom Okubamariam \| Eritrea \| + 0 s \| \| \| 7.º \| Eugert Zhupa \| Wilier Triestina-Selle Italia \| + 0 s \| \| \| 8.º \| Brenton Jones \| Delko-Marseille Provence-KTM \| + 0 s \| \| \| 9.º \| Meron Abraham \| Bike Aid \| + 0 s \| \| \| 10.º \| Nicola Toffali \| Sporting-Tavira \| + 0 s \| \| |                    |                               |                 |
| |                    |                               |                 |
| |                    |                               |                 |
| Clasificación de la etapa |                    |                               |                 |
| Ciclista | Ciclista           | Equipo                        | Tiempo          |
| 1.º | Lucas Carstensen   | Bike Aid                      | 3 h 41 min 52 s |
| 2.º | Adrien Petit       | Direct Énergie                | + 0 s           |
| 3.º | Youcef Reguigui    | Sovac-Natura4Ever             | + 0 s           |
| 4.º | Luca Pacioni       | Wilier Triestina-Selle Italia | + 0 s           |
| 5.º | Henok Mulubrhan    | Eritrea                       | + 0 s           |
| 6.º | Tesfom Okubamariam | Eritrea                       | + 0 s           |
| 7.º | Eugert Zhupa       | Wilier Triestina-Selle Italia | + 0 s           |
| 8.º | Brenton Jones      | Delko-Marseille Provence-KTM  | + 0 s           |
| 9.º | Meron Abraham      | Bike Aid                      | + 0 s           |
| 10.º | Nicola Toffali     | Sporting-Tavira               | + 0 s           |

| \| Clasificación general \| Clasificación general \| Clasificación general \| Clasificación general \| Clasificación general \| \| Ciclista \| Ciclista \| Equipo \| Tiempo \| \| \| --------------------- \| --------------------- \| ----------------------------- \| --------------------- \| --------------------- \| \| 1.º \| Lucas Carstensen \| Bike Aid \| 3 h 41 min 42 s \| \| \| 2.º \| Adrien Petit \| Direct Énergie \| + 4 s \| \| \| 3.º \| Soufiane Haddi \| Marruecos \| + 5 s \| \| \| 4.º \| Youcef Reguigui \| Sovac-Natura4Ever \| + 6 s \| \| \| 5.º \| Luca Pacioni \| Wilier Triestina-Selle Italia \| + 10 s \| \| \| 6.º \| Henok Mulubrhan \| Eritrea \| + 10 s \| \| \| 7.º \| Tesfom Okubamariam \| Eritrea \| + 10 s \| \| \| 8.º \| Eugert Zhupa \| Wilier Triestina-Selle Italia \| + 10 s \| \| \| 9.º \| Brenton Jones \| Delko-Marseille Provence-KTM \| + 10 s \| \| \| 10.º \| Meron Abraham \| Bike Aid \| + 10 s \| \| |                    |                               |                 |
| |                    |                               |                 |
| |                    |                               |                 |
| Clasificación general |                    |                               |                 |
| Ciclista | Ciclista           | Equipo                        | Tiempo          |
| 1.º | Lucas Carstensen   | Bike Aid                      | 3 h 41 min 42 s |
| 2.º | Adrien Petit       | Direct Énergie                | + 4 s           |
| 3.º | Soufiane Haddi     | Marruecos                     | + 5 s           |
| 4.º | Youcef Reguigui    | Sovac-Natura4Ever             | + 6 s           |
| 5.º | Luca Pacioni       | Wilier Triestina-Selle Italia | + 10 s          |
| 6.º | Henok Mulubrhan    | Eritrea                       | + 10 s          |
| 7.º | Tesfom Okubamariam | Eritrea                       | + 10 s          |
| 8.º | Eugert Zhupa       | Wilier Triestina-Selle Italia | + 10 s          |
| 9.º | Brenton Jones      | Delko-Marseille Provence-KTM  | + 10 s          |
| 10.º | Meron Abraham      | Bike Aid                      | + 10 s          |

### 2.ª etapa
| Ndendé - Fougamou | etapa llana | (173 km) |

| \| Clasificación de la etapa \| Clasificación de la etapa \| Clasificación de la etapa \| Clasificación de la etapa \| Clasificación de la etapa \| \| Ciclista \| Ciclista \| Equipo \| Tiempo \| \| \| ------------------------- \| ------------------------- \| ----------------------------- \| ------------------------- \| ------------------------- \| \| 1.º \| Brenton Jones \| Delko-Marseille Provence-KTM \| 4 h 03 min 25 s \| \| \| 2.º \| Luca Pacioni \| Wilier Triestina-Selle Italia \| + 0 s \| \| \| 3.º \| Lucas Carstensen \| Bike Aid \| + 0 s \| \| \| 4.º \| Meron Abraham \| Bike Aid \| + 0 s \| \| \| 5.º \| Alexander Geuens \| Sovac-Natura4Ever \| + 0 s \| \| \| 6.º \| Youcef Reguigui \| Sovac-Natura4Ever \| + 0 s \| \| \| 7.º \| Yannick Martinez \| Delko-Marseille Provence-KTM \| + 0 s \| \| \| 8.º \| Ali Nouisri \| Túnez \| + 0 s \| \| \| 9.º \| El Mehdi Chokri \| Marruecos \| + 0 s \| \| \| 10.º \| Tesfom Okubamariam \| Eritrea \| + 0 s \| \| |                    |                               |                 |
| |                    |                               |                 |
| |                    |                               |                 |
| Clasificación de la etapa |                    |                               |                 |
| Ciclista | Ciclista           | Equipo                        | Tiempo          |
| 1.º | Brenton Jones      | Delko-Marseille Provence-KTM  | 4 h 03 min 25 s |
| 2.º | Luca Pacioni       | Wilier Triestina-Selle Italia | + 0 s           |
| 3.º | Lucas Carstensen   | Bike Aid                      | + 0 s           |
| 4.º | Meron Abraham      | Bike Aid                      | + 0 s           |
| 5.º | Alexander Geuens   | Sovac-Natura4Ever             | + 0 s           |
| 6.º | Youcef Reguigui    | Sovac-Natura4Ever             | + 0 s           |
| 7.º | Yannick Martinez   | Delko-Marseille Provence-KTM  | + 0 s           |
| 8.º | Ali Nouisri        | Túnez                         | + 0 s           |
| 9.º | El Mehdi Chokri    | Marruecos                     | + 0 s           |
| 10.º | Tesfom Okubamariam | Eritrea                       | + 0 s           |

| \| Clasificación general \| Clasificación general \| Clasificación general \| Clasificación general \| Clasificación general \| \| Ciclista \| Ciclista \| Equipo \| Tiempo \| \| \| --------------------- \| --------------------- \| ----------------------------- \| --------------------- \| --------------------- \| \| 1.º \| Lucas Carstensen \| Bike Aid \| 7 h 45 min 03 s \| \| \| 2.º \| Brenton Jones \| Delko-Marseille Provence-KTM \| + 3 s \| \| \| 3.º \| Adrien Petit \| Direct Énergie \| + 6 s \| \| \| 4.º \| Luca Pacioni \| Wilier Triestina-Selle Italia \| + 8 s \| \| \| 5.º \| Youcef Reguigui \| Sovac-Natura4Ever \| + 10 s \| \| \| 6.º \| Yannick Martinez \| Delko-Marseille Provence-KTM \| + 11 s \| \| \| 7.º \| Henok Mulubrhan \| Eritrea \| + 11 s \| \| \| 8.º \| Gatis Smukulis \| Delko-Marseille Provence-KTM \| + 11 s \| \| \| 9.º \| Mohcine El Kouraji \| Marruecos \| + 12 s \| \| \| 10.º \| Sirak Tesfom \| Eritrea \| + 13 s \| \| |                    |                               |                 |
| |                    |                               |                 |
| |                    |                               |                 |
| Clasificación general |                    |                               |                 |
| Ciclista | Ciclista           | Equipo                        | Tiempo          |
| 1.º | Lucas Carstensen   | Bike Aid                      | 7 h 45 min 03 s |
| 2.º | Brenton Jones      | Delko-Marseille Provence-KTM  | + 3 s           |
| 3.º | Adrien Petit       | Direct Énergie                | + 6 s           |
| 4.º | Luca Pacioni       | Wilier Triestina-Selle Italia | + 8 s           |
| 5.º | Youcef Reguigui    | Sovac-Natura4Ever             | + 10 s          |
| 6.º | Yannick Martinez   | Delko-Marseille Provence-KTM  | + 11 s          |
| 7.º | Henok Mulubrhan    | Eritrea                       | + 11 s          |
| 8.º | Gatis Smukulis     | Delko-Marseille Provence-KTM  | + 11 s          |
| 9.º | Mohcine El Kouraji | Marruecos                     | + 12 s          |
| 10.º | Sirak Tesfom       | Eritrea                       | + 13 s          |

### 3.ª etapa
| Fougamou - Lambaréné | etapa llana | (114 km) |

| \| Clasificación de la etapa \| Clasificación de la etapa \| Clasificación de la etapa \| Clasificación de la etapa \| Clasificación de la etapa \| \| Ciclista \| Ciclista \| Equipo \| Tiempo \| \| \| ------------------------- \| ------------------------- \| ----------------------------- \| ------------------------- \| ------------------------- \| \| 1.º \| Rinaldo Nocentini \| Sporting-Tavira \| 2 h 43 min 04 s \| \| \| 2.º \| Damien Gaudin \| Direct Énergie \| + 0 s \| \| \| 3.º \| Brenton Jones \| Delko-Marseille Provence-KTM \| + 2 s \| \| \| 4.º \| Youcef Reguigui \| Sovac-Natura4Ever \| + 2 s \| \| \| 5.º \| Luca Pacioni \| Wilier Triestina-Selle Italia \| + 2 s \| \| \| 6.º \| Tesfom Okubamariam \| Eritrea \| + 2 s \| \| \| 7.º \| Bryan Nauleau \| Direct Énergie \| + 2 s \| \| \| 8.º \| Evaldas Šiškevicius \| Delko-Marseille Provence-KTM \| + 2 s \| \| \| 9.º \| Zemenfes Solomon \| Eritrea \| + 2 s \| \| \| 10.º \| Henok Mulubrhan \| Eritrea \| + 2 s \| \| |                     |                               |                 |
| |                     |                               |                 |
| |                     |                               |                 |
| Clasificación de la etapa |                     |                               |                 |
| Ciclista | Ciclista            | Equipo                        | Tiempo          |
| 1.º | Rinaldo Nocentini   | Sporting-Tavira               | 2 h 43 min 04 s |
| 2.º | Damien Gaudin       | Direct Énergie                | + 0 s           |
| 3.º | Brenton Jones       | Delko-Marseille Provence-KTM  | + 2 s           |
| 4.º | Youcef Reguigui     | Sovac-Natura4Ever             | + 2 s           |
| 5.º | Luca Pacioni        | Wilier Triestina-Selle Italia | + 2 s           |
| 6.º | Tesfom Okubamariam  | Eritrea                       | + 2 s           |
| 7.º | Bryan Nauleau       | Direct Énergie                | + 2 s           |
| 8.º | Evaldas Šiškevicius | Delko-Marseille Provence-KTM  | + 2 s           |
| 9.º | Zemenfes Solomon    | Eritrea                       | + 2 s           |
| 10.º | Henok Mulubrhan     | Eritrea                       | + 2 s           |

| \| Clasificación general \| Clasificación general \| Clasificación general \| Clasificación general \| Clasificación general \| \| Ciclista \| Ciclista \| Equipo \| Tiempo \| \| \| --------------------- \| --------------------- \| ----------------------------- \| --------------------- \| --------------------- \| \| 1.º \| Brenton Jones \| Delko-Marseille Provence-KTM \| 10 h 28 min 08 s \| \| \| 2.º \| Lucas Carstensen \| Bike Aid \| + 1 s \| \| \| 3.º \| Rinaldo Nocentini \| Sporting-Tavira \| + 3 s \| \| \| 4.º \| Adrien Petit \| Direct Énergie \| + 7 s \| \| \| 5.º \| Damien Gaudin \| Direct Énergie \| + 7 s \| \| \| 6.º \| Luca Pacioni \| Wilier Triestina-Selle Italia \| + 9 s \| \| \| 7.º \| Youcef Reguigui \| Sovac-Natura4Ever \| + 11 s \| \| \| 8.º \| Salaheddine Mraouni \| Marruecos \| + 12 s \| \| \| 9.º \| Henok Mulubrhan \| Eritrea \| + 12 s \| \| \| 10.º \| Yannick Martinez \| Delko-Marseille Provence-KTM \| + 12 s \| \| |                     |                               |                  |
| |                     |                               |                  |
| |                     |                               |                  |
| Clasificación general |                     |                               |                  |
| Ciclista | Ciclista            | Equipo                        | Tiempo           |
| 1.º | Brenton Jones       | Delko-Marseille Provence-KTM  | 10 h 28 min 08 s |
| 2.º | Lucas Carstensen    | Bike Aid                      | + 1 s            |
| 3.º | Rinaldo Nocentini   | Sporting-Tavira               | + 3 s            |
| 4.º | Adrien Petit        | Direct Énergie                | + 7 s            |
| 5.º | Damien Gaudin       | Direct Énergie                | + 7 s            |
| 6.º | Luca Pacioni        | Wilier Triestina-Selle Italia | + 9 s            |
| 7.º | Youcef Reguigui     | Sovac-Natura4Ever             | + 11 s           |
| 8.º | Salaheddine Mraouni | Marruecos                     | + 12 s           |
| 9.º | Henok Mulubrhan     | Eritrea                       | + 12 s           |
| 10.º | Yannick Martinez    | Delko-Marseille Provence-KTM  | + 12 s           |

### 4.ª etapa
| Ndjolé - Mitzic | etapa de media montaña | (182,5 km) |

| \| Clasificación de la etapa \| Clasificación de la etapa \| Clasificación de la etapa \| Clasificación de la etapa \| Clasificación de la etapa \| \| Ciclista \| Ciclista \| Equipo \| Tiempo \| \| \| ------------------------- \| ------------------------- \| ----------------------------- \| ------------------------- \| ------------------------- \| \| 1.º \| Joseph Areruya \| Ruanda \| 4 h 25 min 10 s \| \| \| 2.º \| Ilia Koshevoy \| Wilier Triestina-Selle Italia \| + 0 s \| \| \| 3.º \| Nikodemus Holler \| Bike Aid \| + 9 s \| \| \| 4.º \| Damien Gaudin \| Direct Énergie \| + 38 s \| \| \| 5.º \| Salaheddine Mraouni \| Marruecos \| + 7 min 42 s \| \| \| 6.º \| Rinaldo Nocentini \| Sporting-Tavira \| + 7 min 42 s \| \| \| 7.º \| Brenton Jones \| Delko-Marseille Provence-KTM \| + 7 min 42 s \| \| \| 8.º \| Luca Pacioni \| Wilier Triestina-Selle Italia \| + 7 min 42 s \| \| \| 9.º \| Henok Mulubrhan \| Eritrea \| + 7 min 42 s \| \| \| 10.º \| Tesfom Okubamariam \| Eritrea \| + 7 min 42 s \| \| |                     |                               |                 |
| |                     |                               |                 |
| |                     |                               |                 |
| Clasificación de la etapa |                     |                               |                 |
| Ciclista | Ciclista            | Equipo                        | Tiempo          |
| 1.º | Joseph Areruya      | Ruanda                        | 4 h 25 min 10 s |
| 2.º | Ilia Koshevoy       | Wilier Triestina-Selle Italia | + 0 s           |
| 3.º | Nikodemus Holler    | Bike Aid                      | + 9 s           |
| 4.º | Damien Gaudin       | Direct Énergie                | + 38 s          |
| 5.º | Salaheddine Mraouni | Marruecos                     | + 7 min 42 s    |
| 6.º | Rinaldo Nocentini   | Sporting-Tavira               | + 7 min 42 s    |
| 7.º | Brenton Jones       | Delko-Marseille Provence-KTM  | + 7 min 42 s    |
| 8.º | Luca Pacioni        | Wilier Triestina-Selle Italia | + 7 min 42 s    |
| 9.º | Henok Mulubrhan     | Eritrea                       | + 7 min 42 s    |
| 10.º | Tesfom Okubamariam  | Eritrea                       | + 7 min 42 s    |

| \| Clasificación general \| Clasificación general \| Clasificación general \| Clasificación general \| Clasificación general \| \| Ciclista \| Ciclista \| Equipo \| Tiempo \| \| \| --------------------- \| --------------------- \| ----------------------------- \| --------------------- \| --------------------- \| \| 1.º \| Joseph Areruya \| Ruanda \| 14 h 53 min 21 s \| \| \| 2.º \| Nikodemus Holler \| Bike Aid \| + 11 s \| \| \| 3.º \| Damien Gaudin \| Direct Énergie \| + 34 s \| \| \| 4.º \| Ilia Koshevoy \| Wilier Triestina-Selle Italia \| + 1 min 20 s \| \| \| 5.º \| Brenton Jones \| Delko-Marseille Provence-KTM \| + 7 min 39 s \| \| \| 6.º \| Lucas Carstensen \| Bike Aid \| + 7 min 40 s \| \| \| 7.º \| Rinaldo Nocentini \| Sporting-Tavira \| + 7 min 42 s \| \| \| 8.º \| Adrien Petit \| Direct Énergie \| + 7 min 46 s \| \| \| 9.º \| Luca Pacioni \| Wilier Triestina-Selle Italia \| + 7 min 48 s \| \| \| 10.º \| Youcef Reguigui \| Sovac-Natura4Ever \| + 7 min 50 s \| \| |                   |                               |                  |
| |                   |                               |                  |
| |                   |                               |                  |
| Clasificación general |                   |                               |                  |
| Ciclista | Ciclista          | Equipo                        | Tiempo           |
| 1.º | Joseph Areruya    | Ruanda                        | 14 h 53 min 21 s |
| 2.º | Nikodemus Holler  | Bike Aid                      | + 11 s           |
| 3.º | Damien Gaudin     | Direct Énergie                | + 34 s           |
| 4.º | Ilia Koshevoy     | Wilier Triestina-Selle Italia | + 1 min 20 s     |
| 5.º | Brenton Jones     | Delko-Marseille Provence-KTM  | + 7 min 39 s     |
| 6.º | Lucas Carstensen  | Bike Aid                      | + 7 min 40 s     |
| 7.º | Rinaldo Nocentini | Sporting-Tavira               | + 7 min 42 s     |
| 8.º | Adrien Petit      | Direct Énergie                | + 7 min 46 s     |
| 9.º | Luca Pacioni      | Wilier Triestina-Selle Italia | + 7 min 48 s     |
| 10.º | Youcef Reguigui   | Sovac-Natura4Ever             | + 7 min 50 s     |

### 5.ª etapa
| Oyem - Ambam | etapa escarpada | (141,4 km) |

| \| Clasificación de la etapa \| Clasificación de la etapa \| Clasificación de la etapa \| Clasificación de la etapa \| Clasificación de la etapa \| \| Ciclista \| Ciclista \| Equipo \| Tiempo \| \| \| ------------------------- \| ------------------------- \| ---------------------------- \| ------------------------- \| ------------------------- \| \| 1.º \| Brenton Jones \| Delko-Marseille Provence-KTM \| 3 h 18 min 48 s \| \| \| 2.º \| Youcef Reguigui \| Sovac-Natura4Ever \| + 0 s \| \| \| 3.º \| Rinaldo Nocentini \| Sporting-Tavira \| + 0 s \| \| \| 4.º \| Zemenfes Solomon \| Eritrea \| + 1 s \| \| \| 5.º \| Nikodemus Holler \| Bike Aid \| + 1 s \| \| \| 6.º \| Salaheddine Mraouni \| Marruecos \| + 1 s \| \| \| 7.º \| Adrien Petit \| Direct Énergie \| + 1 s \| \| \| 8.º \| Joseph Areruya \| Ruanda \| + 1 s \| \| \| 9.º \| Mikiel Habtom \| Eritrea \| + 1 s \| \| \| 10.º \| Lucas Carstensen \| Bike Aid \| + 1 s \| \| |                     |                              |                 |
| |                     |                              |                 |
| |                     |                              |                 |
| Clasificación de la etapa |                     |                              |                 |
| Ciclista | Ciclista            | Equipo                       | Tiempo          |
| 1.º | Brenton Jones       | Delko-Marseille Provence-KTM | 3 h 18 min 48 s |
| 2.º | Youcef Reguigui     | Sovac-Natura4Ever            | + 0 s           |
| 3.º | Rinaldo Nocentini   | Sporting-Tavira              | + 0 s           |
| 4.º | Zemenfes Solomon    | Eritrea                      | + 1 s           |
| 5.º | Nikodemus Holler    | Bike Aid                     | + 1 s           |
| 6.º | Salaheddine Mraouni | Marruecos                    | + 1 s           |
| 7.º | Adrien Petit        | Direct Énergie               | + 1 s           |
| 8.º | Joseph Areruya      | Ruanda                       | + 1 s           |
| 9.º | Mikiel Habtom       | Eritrea                      | + 1 s           |
| 10.º | Lucas Carstensen    | Bike Aid                     | + 1 s           |

| \| Clasificación general \| Clasificación general \| Clasificación general \| Clasificación general \| Clasificación general \| \| Ciclista \| Ciclista \| Equipo \| Tiempo \| \| \| --------------------- \| --------------------- \| ----------------------------- \| --------------------- \| --------------------- \| \| 1.º \| Joseph Areruya \| Ruanda \| 18 h 12 min 10 s \| \| \| 2.º \| Nikodemus Holler \| Bike Aid \| + 11 s \| \| \| 3.º \| Damien Gaudin \| Direct Énergie \| + 32 s \| \| \| 4.º \| Ilia Koshevoy \| Wilier Triestina-Selle Italia \| + 1 min 44 s \| \| \| 5.º \| Brenton Jones \| Delko-Marseille Provence-KTM \| + 7 min 28 s \| \| \| 6.º \| Rinaldo Nocentini \| Sporting-Tavira \| + 7 min 37 s \| \| \| 7.º \| Lucas Carstensen \| Bike Aid \| + 7 min 40 s \| \| \| 8.º \| Youcef Reguigui \| Sovac-Natura4Ever \| + 7 min 42 s \| \| \| 9.º \| Adrien Petit \| Direct Énergie \| + 7 min 46 s \| \| \| 10.º \| Salaheddine Mraouni \| Marruecos \| + 7 min 49 s \| \| |                     |                               |                  |
| |                     |                               |                  |
| |                     |                               |                  |
| Clasificación general |                     |                               |                  |
| Ciclista | Ciclista            | Equipo                        | Tiempo           |
| 1.º | Joseph Areruya      | Ruanda                        | 18 h 12 min 10 s |
| 2.º | Nikodemus Holler    | Bike Aid                      | + 11 s           |
| 3.º | Damien Gaudin       | Direct Énergie                | + 32 s           |
| 4.º | Ilia Koshevoy       | Wilier Triestina-Selle Italia | + 1 min 44 s     |
| 5.º | Brenton Jones       | Delko-Marseille Provence-KTM  | + 7 min 28 s     |
| 6.º | Rinaldo Nocentini   | Sporting-Tavira               | + 7 min 37 s     |
| 7.º | Lucas Carstensen    | Bike Aid                      | + 7 min 40 s     |
| 8.º | Youcef Reguigui     | Sovac-Natura4Ever             | + 7 min 42 s     |
| 9.º | Adrien Petit        | Direct Énergie                | + 7 min 46 s     |
| 10.º | Salaheddine Mraouni | Marruecos                     | + 7 min 49 s     |

### 6.ª etapa
| Bitam - Oyem | etapa escarpada | (107 km) |

| \| Clasificación de la etapa \| Clasificación de la etapa \| Clasificación de la etapa \| Clasificación de la etapa \| Clasificación de la etapa \| \| Ciclista \| Ciclista \| Equipo \| Tiempo \| \| \| ------------------------- \| ------------------------- \| ----------------------------- \| ------------------------- \| ------------------------- \| \| 1.º \| Rinaldo Nocentini \| Sporting-Tavira \| 2 h 32 min 48 s \| \| \| 2.º \| Zemenfes Solomon \| Eritrea \| + 0 s \| \| \| 3.º \| Joseph Areruya \| Ruanda \| + 4 s \| \| \| 4.º \| Luca Pacioni \| Wilier Triestina-Selle Italia \| + 5 s \| \| \| 5.º \| Brenton Jones \| Delko-Marseille Provence-KTM \| + 5 s \| \| \| 6.º \| Youcef Reguigui \| Sovac-Natura4Ever \| + 5 s \| \| \| 7.º \| Adrien Petit \| Direct Énergie \| + 5 s \| \| \| 8.º \| Nikodemus Holler \| Bike Aid \| + 7 s \| \| \| 9.º \| Henok Mulubrhan \| Eritrea \| + 7 s \| \| \| 10.º \| Hailemelekot Hailu \| Etiopía \| + 7 s \| \| |                    |                               |                 |
| |                    |                               |                 |
| |                    |                               |                 |
| Clasificación de la etapa |                    |                               |                 |
| Ciclista | Ciclista           | Equipo                        | Tiempo          |
| 1.º | Rinaldo Nocentini  | Sporting-Tavira               | 2 h 32 min 48 s |
| 2.º | Zemenfes Solomon   | Eritrea                       | + 0 s           |
| 3.º | Joseph Areruya     | Ruanda                        | + 4 s           |
| 4.º | Luca Pacioni       | Wilier Triestina-Selle Italia | + 5 s           |
| 5.º | Brenton Jones      | Delko-Marseille Provence-KTM  | + 5 s           |
| 6.º | Youcef Reguigui    | Sovac-Natura4Ever             | + 5 s           |
| 7.º | Adrien Petit       | Direct Énergie                | + 5 s           |
| 8.º | Nikodemus Holler   | Bike Aid                      | + 7 s           |
| 9.º | Henok Mulubrhan    | Eritrea                       | + 7 s           |
| 10.º | Hailemelekot Hailu | Etiopía                       | + 7 s           |

| \| Clasificación general \| Clasificación general \| Clasificación general \| Clasificación general \| Clasificación general \| \| Ciclista \| Ciclista \| Equipo \| Tiempo \| \| \| --------------------- \| --------------------- \| ----------------------------- \| --------------------- \| --------------------- \| \| 1.º \| Joseph Areruya \| Ruanda \| 20 h 44 min 58 s \| \| \| 2.º \| Nikodemus Holler \| Bike Aid \| + 18 s \| \| \| 3.º \| Damien Gaudin \| Direct Énergie \| + 38 s \| \| \| 4.º \| Ilia Koshevoy \| Wilier Triestina-Selle Italia \| + 1 min 51 s \| \| \| 5.º \| Rinaldo Nocentini \| Sporting-Tavira \| + 7 min 27 s \| \| \| 6.º \| Brenton Jones \| Delko-Marseille Provence-KTM \| + 7 min 33 s \| \| \| 7.º \| Youcef Reguigui \| Sovac-Natura4Ever \| + 7 min 47 s \| \| \| 8.º \| Adrien Petit \| Direct Énergie \| + 7 min 51 s \| \| \| 9.º \| Salaheddine Mraouni \| Marruecos \| + 7 min 55 s \| \| \| 10.º \| Zemenfes Solomon \| Eritrea \| + 7 min 56 s \| \| |                     |                               |                  |
| |                     |                               |                  |
| |                     |                               |                  |
| Clasificación general |                     |                               |                  |
| Ciclista | Ciclista            | Equipo                        | Tiempo           |
| 1.º | Joseph Areruya      | Ruanda                        | 20 h 44 min 58 s |
| 2.º | Nikodemus Holler    | Bike Aid                      | + 18 s           |
| 3.º | Damien Gaudin       | Direct Énergie                | + 38 s           |
| 4.º | Ilia Koshevoy       | Wilier Triestina-Selle Italia | + 1 min 51 s     |
| 5.º | Rinaldo Nocentini   | Sporting-Tavira               | + 7 min 27 s     |
| 6.º | Brenton Jones       | Delko-Marseille Provence-KTM  | + 7 min 33 s     |
| 7.º | Youcef Reguigui     | Sovac-Natura4Ever             | + 7 min 47 s     |
| 8.º | Adrien Petit        | Direct Énergie                | + 7 min 51 s     |
| 9.º | Salaheddine Mraouni | Marruecos                     | + 7 min 55 s     |
| 10.º | Zemenfes Solomon    | Eritrea                       | + 7 min 56 s     |

### 7.ª etapa
| Bikelé - Libreville | etapa llana | (133,5 km) |

| \| Clasificación de la etapa \| Clasificación de la etapa \| Clasificación de la etapa \| Clasificación de la etapa \| Clasificación de la etapa \| \| Ciclista \| Ciclista \| Equipo \| Tiempo \| \| \| ------------------------- \| ------------------------- \| ----------------------------- \| ------------------------- \| ------------------------- \| \| 1.º \| Luca Pacioni \| Wilier Triestina-Selle Italia \| 3 h 07 min 26 s \| \| \| 2.º \| Brenton Jones \| Delko-Marseille Provence-KTM \| + 0 s \| \| \| 3.º \| Youcef Reguigui \| Sovac-Natura4Ever \| + 0 s \| \| \| 4.º \| Adrien Petit \| Direct Énergie \| + 0 s \| \| \| 5.º \| Lucas Carstensen \| Bike Aid \| + 0 s \| \| \| 6.º \| Meron Abraham \| Bike Aid \| + 0 s \| \| \| 7.º \| Salaheddine Mraouni \| Marruecos \| + 0 s \| \| \| 8.º \| Lahcen Saber \| Marruecos \| + 0 s \| \| \| 9.º \| Henok Mulubrhan \| Eritrea \| + 0 s \| \| \| 10.º \| Fiseha Gebremariam \| Etiopía \| + 0 s \| \| |                     |                               |                 |
| |                     |                               |                 |
| |                     |                               |                 |
| Clasificación de la etapa |                     |                               |                 |
| Ciclista | Ciclista            | Equipo                        | Tiempo          |
| 1.º | Luca Pacioni        | Wilier Triestina-Selle Italia | 3 h 07 min 26 s |
| 2.º | Brenton Jones       | Delko-Marseille Provence-KTM  | + 0 s           |
| 3.º | Youcef Reguigui     | Sovac-Natura4Ever             | + 0 s           |
| 4.º | Adrien Petit        | Direct Énergie                | + 0 s           |
| 5.º | Lucas Carstensen    | Bike Aid                      | + 0 s           |
| 6.º | Meron Abraham       | Bike Aid                      | + 0 s           |
| 7.º | Salaheddine Mraouni | Marruecos                     | + 0 s           |
| 8.º | Lahcen Saber        | Marruecos                     | + 0 s           |
| 9.º | Henok Mulubrhan     | Eritrea                       | + 0 s           |
| 10.º | Fiseha Gebremariam  | Etiopía                       | + 0 s           |

## Clasificaciones finales
- Las clasificaciones finalizaron de la siguiente forma:[5]

### Clasificación general
| \| Clasificación general \| Clasificación general \| Clasificación general \| Clasificación general \| Clasificación general \| \| Ciclista \| Ciclista \| Equipo \| Tiempo \| \| \| --------------------- \| --------------------- \| ----------------------------- \| --------------------- \| --------------------- \| \| 1.º \| Joseph Areruya \| Ruanda \| 23 h 52 min 24 s \| \| \| 2.º \| Nikodemus Holler \| Bike Aid \| + 18 s \| \| \| 3.º \| Damien Gaudin \| Direct Énergie \| + 50 s \| \| \| 4.º \| Ilia Koshevoy \| Wilier Triestina-Selle Italia \| + 1 min 51 s \| \| \| 5.º \| Brenton Jones \| Delko-Marseille Provence-KTM \| + 7 min 27 s \| \| \| 6.º \| Rinaldo Nocentini \| Sporting-Tavira \| + 7 min 27 s \| \| \| 7.º \| Youcef Reguigui \| Sovac-Natura4Ever \| + 7 min 43 s \| \| \| 8.º \| Adrien Petit \| Direct Énergie \| + 7 min 51 s \| \| \| 9.º \| Salaheddine Mraouni \| Marruecos \| + 7 min 55 s \| \| \| 10.º \| Salim Kipkemboi \| Bike Aid \| + 8 min 01 s \| \| |                     |                               |                  |
| |                     |                               |                  |
| Fuentes: ProCyclingStats Cycling Quotient |                     |                               |                  |
| Clasificación general |                     |                               |                  |
| Ciclista | Ciclista            | Equipo                        | Tiempo           |
| 1.º | Joseph Areruya      | Ruanda                        | 23 h 52 min 24 s |
| 2.º | Nikodemus Holler    | Bike Aid                      | + 18 s           |
| 3.º | Damien Gaudin       | Direct Énergie                | + 50 s           |
| 4.º | Ilia Koshevoy       | Wilier Triestina-Selle Italia | + 1 min 51 s     |
| 5.º | Brenton Jones       | Delko-Marseille Provence-KTM  | + 7 min 27 s     |
| 6.º | Rinaldo Nocentini   | Sporting-Tavira               | + 7 min 27 s     |
| 7.º | Youcef Reguigui     | Sovac-Natura4Ever             | + 7 min 43 s     |
| 8.º | Adrien Petit        | Direct Énergie                | + 7 min 51 s     |
| 9.º | Salaheddine Mraouni | Marruecos                     | + 7 min 55 s     |
| 10.º | Salim Kipkemboi     | Bike Aid                      | + 8 min 01 s     |

### Clasificación de la montaña
| Clasificación de la montaña | Clasificación de la montaña | Clasificación de la montaña | Clasificación de la montaña | Clasificación de la montaña |
| Ciclista                    | Ciclista                    | Equipo                      | Puntos                      |                             |
| --------------------------- | --------------------------- | --------------------------- | --------------------------- | --------------------------- |
| 1.º                         | Tesfom Okubamariam          | Eritrea                     | 22 pts                      |                             |
| 2.º                         | Sirak Tesfom                | Eritrea                     | 19 pts                      |                             |
| 3.º                         | Salaheddine Mraouni         | Marruecos                   | 18 pts                      |                             |
| 4.º                         | Mohcine El Kouraji          | Marruecos                   | 17 pts                      |                             |
| 5.º                         | Joseph Areruya              | Ruanda                      | 9 pts                       |                             |
| 6.º                         | Henok Mulubrhan             | Eritrea                     | 9 pts                       |                             |
| 7.º                         | Alejandro Marque            | Sporting-Tavira             | 8 pts                       |                             |
| 8.º                         | Damien Gaudin               | Direct Énergie              | 8 pts                       |                             |
| 9.º                         | Mikiel Habtom               | Eritrea                     | 6 pts                       |                             |
| 10.º                        | Rinaldo Nocentini           | Sporting-Tavira             | 5 pts                       |                             |

### Clasificación de los puntos
| Clasificación por puntos | Clasificación por puntos | Clasificación por puntos      | Clasificación por puntos | Clasificación por puntos |
| Ciclista                 | Ciclista                 | Equipo                        | Puntos                   |                          |
| ------------------------ | ------------------------ | ----------------------------- | ------------------------ | ------------------------ |
| 1.º                      | Brenton Jones            | Delko-Marseille Provence-KTM  | 165 pts                  |                          |
| 2.º                      | Youcef Reguigui          | Sovac-Natura4Ever             | 148 pts                  |                          |
| 3.º                      | Luca Pacioni             | Wilier Triestina-Selle Italia | 139 pts                  |                          |
| 4.º                      | Rinaldo Nocentini        | Sporting-Tavira               | 106 pts                  |                          |
| 5.º                      | Adrien Petit             | Direct Énergie                | 96 pts                   |                          |
| 6.º                      | Lucas Carstensen         | Bike Aid                      | 93 pts                   |                          |
| 7.º                      | Nikodemus Holler         | Bike Aid                      | 90 pts                   |                          |
| 8.º                      | Salaheddine Mraouni      | Marruecos                     | 81 pts                   |                          |
| 9.º                      | Henok Mulubrhan          | Eritrea                       | 71 pts                   |                          |
| 10.º                     | Joseph Areruya           | Ruanda                        | 70 pts                   |                          |

### Clasificación de los jóvenes
| Clasificación del mejor joven | Clasificación del mejor joven | Clasificación del mejor joven | Clasificación del mejor joven | Clasificación del mejor joven |
| Ciclista                      | Ciclista                      | Equipo                        | Tiempo                        |                               |
| ----------------------------- | ----------------------------- | ----------------------------- | ----------------------------- | ----------------------------- |
| 1.º                           | Joseph Areruya                | Ruanda                        | 23 h 52 min 24 s              |                               |
| 2.º                           | Salim Kipkemboi               | Bike Aid                      | + 8 min 01 s                  |                               |
| 3.º                           | Fiseha Gebremariam            | Etiopía                       | + 8 min 09 s                  |                               |
| 4.º                           | Henok Mulubrhan               | Eritrea                       | + 8 min 20 s                  |                               |
| 5.º                           | Saymon Musie                  | Eritrea                       | + 10 min 59 s                 |                               |
| 6.º                           | Meron Abraham                 | Bike Aid                      | + 11 min 35 s                 |                               |
| 7.º                           | Mohcine El Kouraji            | Marruecos                     | + 13 min 18 s                 |                               |
| 8.º                           | Luca Raggio                   | Wilier Triestina-Selle Italia | + 14 min 46 s                 |                               |
| 9.º                           | Simone Bevilacqua             | Wilier Triestina-Selle Italia | + 17 min 26 s                 |                               |
| 10.º                          | Massimo Rosa                  | Wilier Triestina-Selle Italia | + 17 min 52 s                 |                               |

### Clasificación por equipos
| Clasificación por equipos | Clasificación por equipos     | Clasificación por equipos | Clasificación por equipos |
| Equipo                    | Equipo                        | Tiempo                    |                           |
| ------------------------- | ----------------------------- | ------------------------- | ------------------------- |
| 1.º                       | Bike Aid                      | 71 h 53 min 42 s          |                           |
| 2.º                       | Direct Énergie                | + 1 min 02 s              |                           |
| 3.º                       | Wilier Triestina-Selle Italia | + 1 min 52 s              |                           |
| 4.º                       | Eritrea                       | + 7 min 34 s              |                           |
| 5.º                       | Sporting-Tavira               | + 8 min 30 s              |                           |
| 6.º                       | Marruecos                     | + 9 min 05 s              |                           |
| 7.º                       | Delko-Marseille Provence-KTM  | + 11 min 10 s             |                           |
| 8.º                       | Etiopía                       | + 11 min 19 s             |                           |
| 9.º                       | Ruanda                        | + 23 min 47 s             |                           |
| 10.º                      | Túnez                         | + 24 min 24 s             |                           |

## Evolución de las clasificaciones
| Etapa (Vencedor)              | Clasificación general | Clasificación de la montaña | Clasificación de los puntos | Clasificación de los jóvenes | Clasificación por equipos |
| ----------------------------- | --------------------- | --------------------------- | --------------------------- | ---------------------------- | ------------------------- |
| 1.ª etapa (Lucas Carstensen)  | Lucas Carstensen      | Soufiane Haddi              | Lucas Carstensen            | Henok Mulubrhan              | Bike Aid                  |
| 2.ª etapa (Brenton Jones)     | Lucas Carstensen      | Henok Mulubrhan             | Lucas Carstensen            | Henok Mulubrhan              | Bike Aid                  |
| 3.ª etapa (Rinaldo Nocentini) | Brenton Jones         | Salaheddine Mraouni         | Luca Pacioni                | Henok Mulubrhan              | Direct Énergie            |
| 4.ª etapa (Joseph Areruya)    | Joseph Areruya        | Sirak Tesfom                | Brenton Jones               | Joseph Areruya               | Bike Aid                  |
| 5.ª etapa (Brenton Jones)     | Joseph Areruya        | Sirak Tesfom                | Brenton Jones               | Joseph Areruya               | Bike Aid                  |
| 6.ª etapa (Rinaldo Nocentini) | Joseph Areruya        | Sirak Tesfom                | Brenton Jones               | Joseph Areruya               | Bike Aid                  |
| 7.ª etapa (Luca Pacioni)      | Joseph Areruya        | Tesfom Okubamariam          | Brenton Jones               | Joseph Areruya               | Bike Aid                  |
| Final                         | Joseph Areruya        | Tesfom Okubamariam          | Brenton Jones               | Joseph Areruya               | Bike Aid                  |

## UCI World Ranking
La Tropicale Amissa Bongo otorga puntos para el UCI Africa Tour 2018 y el UCI World Ranking, este último para corredores de los equipos en las categorías UCI ProTeam, Profesional Continental y Equipos Continentales. Las siguientes tablas muestran el baremo de puntuación y los 10 corredores que obtuvieron más puntos:
| Posición              | 1.º | 2.º | 3.º | 4.º | 5.º | 6.º | 7.º | 8.º | 9.º | 10.º | 11.º | 12.º | 13.º-15.º | 16.º-25.º |
| Clasificación general | 125 | 85  | 70  | 60  | 50  | 40  | 35  | 30  | 25  | 20   | 15   | 10   | 5         | 3         |
| Por etapa             | 14  | 5   | 3   |     |     |     |     |     |     |      |      |      |           |           |
| Líder                 | 3   |     |     |     |     |     |     |     |     |      |      |      |           |           |

| Clasificación | Clasificación       | Clasificación                 | Clasificación | Clasificación | Clasificación | Clasificación |
| Posición      | Ciclista            | Equipo                        | General       | Etapa         | Líder         | Total         |
| ------------- | ------------------- | ----------------------------- | ------------- | ------------- | ------------- | ------------- |
| 1.º           | Joseph Areruya      | Ruanda                        | 125           | 17            | 9             | 151           |
| 2.º           | Brenton Jones       | Delko Marseille Provence KTM  | 50            | 36            | 3             | 89            |
| 3.º           | Nikodemus Holler    | Bike Aid                      | 85            | 3             | -             | 88            |
| 4.º           | Damien Gaudin       | Direct Énergie                | 70            | 5             | -             | 75            |
| 5.º           | Rinaldo Nocentini   | Sporting-Tavira               | 40            | 31            | -             | 71            |
| 6.º           | Ilia Koshevoy       | Wilier Triestina-Selle Italia | 60            | 5             | -             | 65            |
| 7.º           | Youcef Reguigui     | Sovac-Natura4Ever             | 35            | 11            | -             | 46            |
| 8.º           | Adrien Petit        | Direct Énergie                | 30            | 5             | -             | 35            |
| 9.º           | Salaheddine Mraouni | Marruecos                     | 25            | -             | -             | 25            |
| 10.º          | Lucas Carstensen    | Bike Aid                      | -             | 17            | 6             | 23            |